# Felipe Vega de la Cuadra
Felipe Vega de la Cuadra (Cuenca, 1960) es un psicólogo, político y escritor ecuatoriano. Entre los cargos que ha ocupado se cuentan el de Viceministro de Defensa, Ministro de Gobierno y gobernador de Azuay.

## Biografía
En 1981 creó la compañía de títeres La Pájara Pinta, que posteriormente se convirtió en un centro cultural y social. También fue coordinador de la Casa de la Cultura Ecuatoriana en Azuay y director cultural de Cuenca.
Durante el gobierno de Fabián Alarcón fue nombrado gobernador de la provincia de Azuay. Luego de la Redada del bar Abanicos, una incursión policial en un bar LGBT de Cuenca ocurrida el 14 de junio de 1997 en que la policía detuvo a los presentes y cometió abusos y torturas contra ellos, Vega hizo un pronunciamiento público contra la actuación de la policía y llamó a reformar el Código Penal para proteger a las poblaciones LGBT, dado que la homosexualidad aún se encontraba criminalizada. El apoyo de Vega tuvo gran importancia para lograr la despenalización de la homosexualidad en Ecuador, que se logró en noviembre de 1997.
El 5 de septiembre de 2005, el presidente Alfredo Palacio nombró secretario particular de la presidencia a Vega, quien ya se había desempeñado como su secretario cuando Palacio era vicepresidente. En diciembre de 2005, Palacio nombró a Vega subsecretario de gobierno, cargo desde el que estuvo encargado de negociar con los líderes de varias mobilizaciones y paros que tuvieron lugar en el país. El 20 de marzo de 2006, Vega fue nombrado Ministro de Gobierno, luego de la salida de Alfredo Castillo, quien afirmó que dejaba el cargo por presiones políticas.
En junio del mismo año, la ex intendenta de Guayas, Gisella Padovini denunció la existencia de una supuesta red de corrupción en el Ministerio de Gobierno, en la que también habrían estado implicados el gobernador Guido Chiriboga Parra y el diputado Washington Naranjo. Vega respondió a la acusación iniciando un proceso penal contra Padovini por calumnias. Sin embargo, el 10 de julio del mismo año, Vega renunció a su cargo de ministro, aunque aseveró que la renuncia no se debía a la denuncia de Padovini, sino a que el país vivía en un momento político diferente y que el gobierno necesitaba «oxigenación».
Durante la presidencia de Lenín Moreno fue Viceministro de Defensa y cónsul de Ecuador en Barcelona.

## Obras
- El alma animal (2018), novela[1][2]
- La libertad que no llega (2021), novela[13]